# Brauneck (Harsdorf)
Brauneck (oberfränkisch: Braun-egg) ist ein Gemeindeteil von Harsdorf im Landkreis Kulmbach (Oberfranken, Bayern). Brauneck liegt in der Gemarkung Harsdorf.

## Geographie
Die Einöde liegt in direkter Nachbarschaft zu Haselbach im Westen und Ritterleithen im Norden in einer Talmulde des Haselbachs, eines rechten Zuflusses der Trebgast. Eine Gemeindeverbindungsstraße führt nach Zettmeisel (0,5 km nordöstlich) bzw. nach Harsdorf zur Staatsstraße 2183 (0,9 km südwestlich).

## Geschichte
Der Ort wurde 1692 als „Praunneck“ erstmals urkundlich erwähnt.
Brauneck gehörte zur Realgemeinde Harsdorf. Gegen Ende des 18. Jahrhunderts bestand Brauneck aus einem Anwesen. Das Hochgericht übte das bayreuthische Stadtvogteiamt Kulmbach aus. Das Stiftskastenamt Himmelkron war Grundherr des Häusleins.
Von 1797 bis 1810 unterstand der Ort dem Justiz- und Kammeramt Kulmbach. Mit dem Ersten Gemeindeedikt wurde Brauneck dem 1811 gebildeten Steuerdistrikt Harsdorf und der 1812 gebildeten gleichnamigen Ruralgemeinde zugewiesen.

### Einwohnerentwicklung
| Jahr      | 001818 | 001861 | 001871 | 001885 | 001900 | 001925 | 001950 | 001961 | 001970 | 001987 |
| Einwohner | 2      | 7      | 5      | 5      | 5      | 3      | 4      | 4      | 4      | 9      |
| Häuser    | 1      |        |        | 1      | 1      | 1      | 1      | 1      |        | 1      |
| Quelle    | [ 8 ]  | [ 11 ] | [ 12 ] | [ 13 ] | [ 14 ] | [ 15 ] | [ 16 ] | [ 17 ] | [ 18 ] | [ 1 ]  |

## Religion
Brauneck ist evangelisch-lutherisch geprägt und nach St. Martin (Harsdorf) gepfarrt.